# فيلي نويبيرغر
فيلي نويبيرغر (بالألمانية: Willi Neuberger)‏ (15 أبريل 1946 في ألمانيا - ) هو لاعب كرة قدم ألماني في مركز الوسط. شارك مع منتخب ألمانيا لكرة القدم. أما مع النوادي، فقد لعب مع آينتراخت فرانكفورت وبوروسيا دورتموند وفيردر بريمن ونادي فوبرتال الرياضي.

## وصلات خارجية
- فيلي نويبيرغر على موقع قاعدة بيانات كرة القدم.إي يو (الإنجليزية)
- فيلي نويبيرغر على موقع بيانات كرة القدم. دي إي (الألمانية)
- فيلي نويبيرغر على موقع ناشيونال فوتبول تيمز (الإنجليزية)
- فيلي نويبيرغر على موقع عالم كرة القدم.نت (الإنجليزية)